# NHL 19
NHL 19 ist eine Eishockey-Simulation für PlayStation 4 und Xbox One. Der Nachfolger von NHL 18 wurde von EA Vancouver entwickelt und am 14. September 2018 von EA Sports veröffentlicht. Das Cover der 28. Ausgabe der NHL-Reihe zeigt P. K. Subban, einen Spieler der Nashville Predators. Zusätzlich ist Wayne Gretzky auf dem Cover der Ultimate und Legend Edition zu sehen. Am 13. September 2019 erschien der Nachfolger NHL 20.
NHL 19 führt den Modus NHL ONES ein, in dem auf einer Freiluft-Eisfläche ohne Regeln und ohne Spielzeitbegrenzung 1-gegen-1-gegen-1 gespielt wird. Jeder Sieg verbessert die Eisfläche. Der Modus spielt auf Freiluftbahnen auf einem fiktiven Winterfestival in einem Ski Resort in den kanadischen Rocky Mountains. Mit NHL Pro-Am gibt es einen neuen Trainingsmodus. In NHL 19 kann mit über 200 Hockey-Legenden gespielt werden. So sind beispielsweise Wayne Gretzky und Mario Lemieux vertreten.